# Paul Reinecke
Paul Reinecke (Berlin-Charlottenburg, 1872. szeptember 25. – Herrsching am Ammersee, 1958. május 12.) német (bajor) régész, aki letette az őskor ma használatos periodizációjának alapjait.

## Élete
Rudolf Virchownál tanult orvos- és természettudományt. Érdekelte az őskor története, ezért Johannes Ranke (1836-1916) antropológus és Adolf Furtwängler (1853-1907) régész előadásait is látogatta. Tanulmányai alatt 1893-ban elutazott Ausztriába és Magyarországra is. Több régészeti ásatáson vett részt Dél-Németországban és Ausztriában (például Hallstattban).
Promóció után 1897-től 1908-ig a mainzi Römisch-Germanisches Zentralmuseum asszisztense volt. 1908-1937 között Bajorország főkonzervátora volt. 1917-ben professzorrá nevezték ki. Elsősorban az őskor korszakaival foglalkozott. Ő nevezte el a Michelsbergi kultúrát 1908-ban és az Altheimi csoportot 1915-ben.

## Elismerései
- 1953 Német Szövetségi Köztársaság Nagy Érdemkeresztje

## Művei
- 1900 Brandgräber vom Beginn der Hallstattzeit aus den östlichen Alpenländern und die Chronologie des Grabfeldes von Hallstatt. In: Mitteilungen der Anthropologischen Gesellschaft Wien 30, 44 ff.
- 1902 Zur Kenntnis der Latène-Denkmäler der Zone nordwärts der Alpen. Festschrift RGZM 1902, 53-109.
- 1902 Beiträge zur Kenntnis der frühen Bronzezeit Mitteleuropas. In: Mitteilungen der Anthropologischen Gesellschaft Wien 32, 104 ff.
- 1925 Unsere Reihengräber der Merowingerzeit nach ihrer geschichtlichen Bedeutung. Bayerische Vorgeschichtsblätter 5, 54-64.
- 1930 Zur Frage "Reihengräber und Friedhöfe der Kirchen". Germania 14, 175-177.
- 1930 Spätkeltische Oppida im rechtsrheinischen Bayern. Bayerischer Vorgeschichtsfreund 9, 29-52.
- 1935 Bodendenkmale spätkeltischer Eisengewinnung an der untersten Altmühl. München
- 1965 Mainzer Aufsätze zur Chronologie der Bronze- und Eisenzeit. Bonn